# Peperomia wheeleri
Peperomia wheeleri är en pepparväxtart som beskrevs av Nathaniel Lord Britton. Peperomia wheeleri ingår i släktet peperomior, och familjen pepparväxter. Inga underarter finns listade i Catalogue of Life.